# Teknikimik Ilinniarfik
Teknikimik Ilinniarfik, KTI (på engelska Tech College Greenland) är en teknisk högskola i Grönland. Den bildades 2011 genom sammanslagning av Saviminilerinermik Ilinniarfik (Jern- og Metalskolen) i Nuuk och Sanaartornermik Ilinniarfik (Bygge- og Anlægsskolen) i Sisimiut. 
KTI har cirka 650 studenter och 150 anställda. Dess fyra avdelningar är: 
- Järn- och metall, Nuuk
- Bygg och anläggning, Sisimiut
- Råvaror, Sisimiut
- Gymnasiala utbildningar (GUX), Sisimiut

Dessutom samarbetar KTI med Danmarks Tekniske Universitet (DTU) inom Center for Arktisk Teknologi. 